# Obična tratinčica
Obična tratinčica (krasuljak manji, Bellis perennis L.) trajna je livadna biljka, poznata i po nazivima: krasuljak, trajni krasuljak, katarinčica, iskrica, bjelka, krsnica, drnica i drugi.Tratinčica spada u porodicu glavočika.
Spada u skupinu kritosjemenjača, ima cvat glavicu te je jednosupan cvijet

## Opis biljke
Na 4-15 cm visokim stapkama nosi u sredini žute a na rubu bijele ili crvenkasto-bijele cvjetne glavice, oko 15, iznimno do 30 mm široke. Involukrum je polukuglast, složen u dva reda od duguljastih dlakavih listića. Listovi su lopatičastog ili jajastog oblika, s jednom provodnom žilom u sredini, nepotpuno i nejasno nazubljeni. Postepeno se suzuju u peteljku, a svi su složeni u prizemnu rozetu. Roške su jajaste, glatke, do 1.5 mm duge, bez kunadre. Cvate skoro cijelu godinu, od ranog proljeća do zime.

## Rasprostranjenost
Tratinčica je vrlo rasprostranjena biljka. Nalazimo je u velikom broju na livadama, travnjacima, čistinama i uz puteve, sve do 1 800 metara nadmorske visine. U različitim oblicima, s većim, crvenim cvjetovima uzgaja se kao ukrasna biljka po vrtovima.

## Jestivi dijelovi biljke
Mladi listovi prizemne rozete mogu se jesti sirovi ili prokuhani gotovo preko cijele godine. Nijemci smatraju salatu od tratinčice jednako ukusnom i zdravom kao i onu od matovilca, no u svojim priručnicima naglašavaju da za jelo treba brati samo posve mlado i nježno lišće. Salata je ukusnija ako se ostavi da začinjena odstoji barem jedan sat. Dobra je pomiješana sa salatom od krumpira ili od različitog divljeg povrća. Kao posebno zdravo jelo preporučuju se usitnjeni listovi izmiješani sa svježim sirom. Takva je smjesa sastavni dio proljetnih kura za čišćenje krvi. Listovi tratinčice jedu se i u obliku miješanih variva, ili se stavljaju u juhu. U mladim listovima ima 20-40 mg% vitamina C i oko 4 mg% karotina. 
U Njemačkoj također beru još tvrde i zelene pupoljke, mariniraju ih i upotrebljavaju kao začin umjesto kapara. Otvoreni cvjetovi tratinčice također su jestivi i mogu sirovi poslužiti u kulinarstvu za dekoriranje različitih jela. Listovi zajedno s cvjetovima služe i kao zamjena za čaj. Korijenje tratinčice upotrebljavali su za jelo seljaci u Španjolskoj i Italiji.

## Ljekovitost
Nekada se u narodnoj medicini koristila kod katara,problema s jetrom te kod kožnih bolesti. Također je dobra za liječenje rana, smatra se za nadomjetak arnike, što je i znanstveno dokazano.Tratinčice su popularni domaći lijek sa širokim rasponom primjene. Ona je tradicionalna biljka za rane, a također se navodi da je posebno korisna u liječenju osjetljive i neposlušne djece. Nedavno istraživanje (1994.) proučava mogućnost upotrebe biljke u terapiji HIV-a. Biljka je blagi anodin, antispazmodik, antitusiv, demulcent, potiče probavu, djelotvorna je i kao emolijenns, ekspektorans, laksativ, dobra je za oči, čisti i tonik je. Obično se koriste svježi ili osušeni cvjetovi. Infuzija se koristi u liječenju katara, reume, artritisa, bolesti jetre i bubrega, kao pročišćivač krvi itd. Nekada je imala veliku reputaciju kao lijek za svježe rane. Mast izrađena od lišća primjenjuje se izvana na rane, modrice itd., dok se destilat koristi interno za liječenje upalnih poremećaja jetre. Žvakanje svježeg lišća kaže se da je lijek za čireve u ustima. Također ima reputaciju učinkovitosti u liječenju karcinoma dojke. Cvjetovi i lišće se obično koriste svježi u dekocijama, mastima i pahuljicama. Preporučuje se snažna dekocija korijena za liječenje prhuti i ekcema, iako je potrebno uzimati istu neko vrijeme prije nego što učinak postane očit. Blaga dekokcija može olakšati probleme dišnih putova, reumatske bolove i bolne ili obilne menstruacije. Biljka, ubrana za cvatnje se koristi kao homeopatski lijek.

## Galerija
- Cvat tratinčice
- Presjek cvata tratinčice
- Glavičasti cvat
- Tratinčica s ružičastom jezičastom cvati
- Tratinčica s bijelom jezičastom cvati
- Tratinčica iz tlocrta
- Ubrana tratinčica na drvetu
- Ukrasna tratinčica